# Euptychia pephredo
Euptychia pephredo är en fjärilsart som beskrevs av Frederick DuCane Godman och Osbert Salvin 1901. Euptychia pephredo ingår i släktet Euptychia och familjen praktfjärilar. Inga underarter finns listade i Catalogue of Life.